# Julio Gerónimo Balloffet
Julio Gerónimo Balloffet (Saint-Étienne, 9 de julio de 1831-Mendoza, 12 de septiembre de 1897) fue un agrimensor francés conocido por haber planificado la reconstrucción de la Ciudad de Mendoza y el trazado de San Rafael entre sus obras más conocidas.

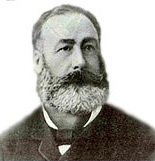
Julio Balloffet

## Biografía
Hijo Juana Paulet y de Claudio Balloffet, nació en Saint-Étienne, Francia el 9 de julio de 1831. Realizó sus estudios de agrimensura en la ciudad de Lyon. 
En 1859, partió hacia América del Sur junto a su amigo el científico August Bravard. Mientras que la idea de este era viajar a Chile para cumplir una misión científica, Balloffet optó por quedarse en Buenos Aires. 
En abril del mismo año, solicitó al Ministerio del Interior ser reexaminado para ejercer su profesión de agrimensor. Para esto debió ir a Paraná, entonces capital de la Confederación Argentina, donde el ingeniero nacional Albano M. de Laberge evaluó al francés y fue aprobado satisfactoriamente; el Gobierno nacional le otorgó el título.
El 20 de marzo de 1861, un fuerte terremoto destruyó la ciudad de Mendoza, causando miles de víctimas fatales, entre las que se encontraba Augusto Bravard. Luego de conocida la noticia, Balloffet viajó a Mendoza para rescatar los restos de su compatriota. No pudo lograr su objetivo, sin embargo decidió quedarse en la destruida ciudad para colaborar.
Con la ciudad en ruinas, el agrimensor nacional Julio Balloffet solicitó al Gobierno de Mendoza el reconocimiento de su título para poder ejercer su profesión y colaborar en la reconstrucción. En agosto de 1861 fue reconocido, y así comenzó su infatigable labor por más de treinta años.
El 5 de septiembre de 1868 contrae matrimonio con Aurora del Corazón de Jesús Suárez, con quien tuvo ocho hijos. Balloffet falleció cuando mesuraba los campos de su amigo don Domingo Bombal, el 12 de septiembre de 1897.

## Obra
Por encargo del Gobierno provincial, el agrimensor Balloffet desarrolló el proyecto de la nueva ciudad de Mendoza, un poco más al sur de la destruida, en el asiento denominado Hacienda de San Nicolás. En poco tiempo, el plano de la nueva urbe quedó concluido, dándole a la misma una novedosa proyección en donde las calles principales tendrían mayor anchura; éstas serían las actuales San Martín, Las Heras, Colón y Belgrano, con el agregado de cinco amplias plazas. Asimismo ordenó que se ampliara la anchura de las calles de la vieja ciudad.
También quedaron estipuladas las plazas de la ciudad: a la de mayor dimensión se la denominaría Independencia y las otras se llamarían Cobo, Chile, Lima y Montevideo. A los cinco nuevos espacios verdes se agregaría la plaza Buenos Aires, proyectada sobre la arteria que comunicaba con el este (actual calle Lavalle). 
También, se destacó en la construcción de canales como el Canal La Paz, el de la Cañada de Moyano, pero una de las más importantes fue el proyecto de presa móvil para dotar al Canal Zanjón.
Al poco tiempo de casado se estableció en el sur mendocino, en una zona acosada por malones de indios. Pese a estas circunstancias desfavorables erigió un fortín llamado “Aurora” en honor de su esposa.
La construcción la realizó en 1871 y trazó, al mismo tiempo, la nueva villa del Diamante, y así se formó Cuadro Nacional. En 1884, Balloffet vendió a su compatriota Rodolfo Iselín, tierras pertenecientes a su esposa, lo que dio origen a la formación de la Colonia Francesa (actual San Rafael).
Fue designado jefe del Departamento Topográfico, donde realizó la triangulación geodésica de Mendoza. Para medir, se valió de la astronomía, y en 1868 inició dichas mediciones desde el “Cerro de la Puntilla" determinando el ángulo del norte verdadero. Realizó la centralización de la ciudad de Mendoza y la ubicó astronómicamente por medio de una triangulación geodésica. Sus cálculos fueron tan precisos que muchos años después, este trabajo se utilizó a nivel nacional. También colaboró en el trazado del Ferrocarril General San Martín desde Mendoza hacia San Juan.

## Legado
La figura de Balloffet es considerada como una de las más importantes en la historia de Mendoza, una de las avenidas principales de San Rafael (la cual fue trazada por el mismo Balloffet) lleva su nombre, así como calles en el Gran Mendoza. También el Club Sportivo Balloffet rinde homenaje con la imposición de su nombre. Sus restos descansan en el cementerio nuevo de San Rafael.